# Та (шестнадцатая буква арабского алфавита)
Та (араб. طاء‎) — шестнадцатая буква арабского алфавита. Звук похож на твердый «т». Сформировалась на основе набатейской буквы тет 𐢋 (), произошедшей от эквивалентной арамейской ܛ, которая в свою очередь произошла от финикийской 𐤈 (). Родственна еврейской букве тет (ט). Относится к солнечным буквам.

## Соединение
Стоящая в начале слова та пишется, как طـ; в середине слова — как ـطـ; в конце слова — ـط.

## Буква
Высота всей буквы равна высоте алифа. Вертикальный штрих может не доходить до самой петли, и во всяком случае не должен её пересекать.
Вертикальный штрих во всех случаях добавляется лишь после того, как написано все слово или по крайней мере та его часть, которую можно написать, не отрывая пера от бумаги..

## Абджадия
Букве соответствует число 9.

## Произношение
Преграда — «махрадж» об которую бьется голос в ротовой полости — это переднее верхнее нёбо.
Буква «Та» обозначает эмфатический звук. Подобные согласные имеют «такие дополнительные признаки, как:
1. сильный подъём задней части языка;
2. весьма энергичное (напряженное) произношение;
3. небольшое огубление (округление губ)».[2]

Юшманов Н. В. говорит, что этот звук надо произносить: «с напряжением языка и щек, с подъёмом зада языка к мягкому нёбу и с низким тоном вроде ль, о, ы».
Более подробно об этом звуке можно сказать следующее: «Звук (т̣) является шумным зазубным глухим согласным. Положение органов речи при артикуляции эмфатического (т̣) такое же, как и при артикуляции простого (т). Но при артикуляции эмфатического (т̣) передняя часть языка плотно прижимается к переднему нёбу и затем энергично и резко отрывается от него, причем задняя часть языка максимально оттягивается к мягкому нёбу. Воздух проходит через полость рта, так как в результате подъёма мягкого нёба проход для воздуха через носовую полость закрыт».